# A-League 1995
La A-League 1995 è stata la prima edizione del campionato con tale denominazione, a seguito della decisione della American Professional Soccer League di cambiare nome. Si trattò de facto del primo livello della piramide calcistica statunitense di quell'anno, visto che la Major League Soccer, che aveva già ricevuto la ratifica di prima divisione dalla federazione, avrebbe iniziato la propria attività solo nella stagione successiva.
Rispetto alle sette squadre che avevano partecipato all'ultima edizione dell'APSL, si ebbero i fallimenti di Ft. Lauderdale Strikers e Toronto Rockets, più il passaggio dei Los Angeles Salsa alla USISL Professional League. Il numero dei partecipanti arrivò a sei con l'ingresso di Atlanta Ruckus e N.Y. Centaurs.

## Formula
Se una partita terminava in pareggio venivano calciati gli shoot-out al termine dell'incontro. Erano assegnati 3 punti per la vittoria, 2 punti per la vittoria agli shootout, 1 punto per la sconfitta agli shootout e zero punti per la sconfitta. Le prime quattro classificate partecipavano ai play-off per il titolo.
Tutti i turni dei play-off erano al meglio delle tre partite. Anche ai play-off se l'incontro terminava in pareggio si calciavano gli shoot-out per determinare il vincitore.

## Squadre partecipanti
| Club             | Città     | Stato/Provincia     | Stadio                            | Stagione precedente    |
| ---------------- | --------- | ------------------- | --------------------------------- | ---------------------- |
| Atlanta Ruckus   | Atlanta   | Georgia             | Adams Stadium                     | Esordiente             |
| Colorado Foxes   | Denver    | Colorado            | Mile High Stadium                 | 4º classificato        |
| Montréal Impact  | Montréal  | Québec              | Complexe sportif Claude-Robillard | Campione dopo play-off |
| N.Y. Centaurs    | New York  | New York            | Downing Stadium                   | Esordiente             |
| Seattle Sounders | Seattle   | Washington          | Memorial Stadium                  | 1º classificato        |
| Vancouver 86ers  | Vancouver | Columbia Britannica | Swangard Stadium (Burnaby)        | 6º classificato        |

## Classifica regular season
|  | Pos. | Squadra          | Pt | G  | V  | VS | PS | P  | GF | GS | DR  |
|  | ---- | ---------------- | -- | -- | -- | -- | -- | -- | -- | -- | --- |
|  | 1.   | Montréal Impact  | 51 | 24 | 16 | 1  | 1  | 6  | 47 | 27 | +20 |
|  | 2.   | Seattle Sounders | 51 | 24 | 13 | 5  | 2  | 4  | 40 | 24 | +16 |
|  | 3.   | Vancouver 86ers  | 33 | 24 | 10 | 0  | 3  | 11 | 43 | 43 | 0   |
|  | 4.   | Atlanta Ruckus   | 32 | 24 | 5  | 8  | 1  | 10 | 29 | 41 | -12 |
|  | 5.   | Colorado Foxes   | 29 | 24 | 7  | 1  | 6  | 10 | 35 | 41 | -6  |
|  | 6.   | N.Y. Centaurs    | 20 | 24 | 5  | 1  | 3  | 15 | 21 | 39 | -18 |

## Play-off

### Tabellone
|  | Semifinali | Semifinali       | Semifinali       | Semifinali | Semifinali |  |  | Finale           | Finale           | Finale | Finale | Finale |  |
|  |            |                  |                  |            |            |  |  |                  |                  |        |        |        |  |
|  | 1          | Montréal Impact  | 1 (1)            | 3          | 0 (1)      |  |  |                  |                  |        |        |        |  |
|  | 4          | Atlanta Ruckus   | 1 (2)            | 0          | 0 (3)      |  |  | Atlanta Ruckus   | Atlanta Ruckus   | 1 (3)  | 0      | 1 (1)  |  |
|  | 2          | Seattle Sounders | Seattle Sounders | 1          | 0 (3)      |  |  | Seattle Sounders | Seattle Sounders | 1 (1)  | 3      | 1 (2)  |  |
|  | 3          | Vancouver 86ers  | Vancouver 86ers  | 0          | 0 (2)      |  |  |                  |                  |        |        |        |  |